# Carol Littleton
Pour les articles homonymes, voir Littleton.
Carol Littleton est une monteuse américaine née le 23 octobre 1942 à Oklahoma City (Oklahoma). Elle est membre de l'ACE.

## Biographie
Comme monteuse, Carol Littleton contribue à une trentaine de films américains (parfois en coproduction), le premier sorti en 1975 ; les deux derniers à ce jour sortent en 2015, dont Cut Bank de Matt Shakman (avec Liam Hemsworth et Teresa Palmer).
En particulier, elle collabore à neuf films réalisés par Lawrence Kasdan, depuis La Fièvre au corps (1981, avec William Hurt et Kathleen Turner) jusqu'à Freeway et nous (2012, avec Diane Keaton et Kevin Kline), en passant entre autres par Silverado (1985, avec Kevin Kline et Scott Glenn) et Wyatt Earp (1994, avec Kevin Costner dans le rôle-titre).
Parmi ses autres films notables, citons E.T. l'extra-terrestre de Steven Spielberg (1982, avec Dee Wallace et Henry Thomas) et Un crime dans la tête de Jonathan Demme (2004, avec Denzel Washington et Liev Schreiber) ; le premier lui vaut notamment, en 1983, une nomination à l'Oscar du meilleur montage (qu'elle ne gagne pas).
Pour la télévision, à ce jour, Carol Littleton travaille sur trois téléfilms, le dernier en post-production (2015)[réf. nécessaire].
Depuis 1972, elle est mariée au directeur de la photographie John Bailey (également né en 1942). Le couple se retrouve sur quelques films, dont Silverado (1985) précité, Lune rouge (1994, avec Ed Harris et Madeleine Stowe, réalisé par John Bailey) et The Anniversary Party de Jennifer Jason Leigh et Alan Cumming (2001, avec les coréalisateurs)[réf. nécessaire].

## Filmographie partielle

### Cinéma
- 1978 : Mafu Cage (The Mafu Cage) de Karen Arthur
- 1979 : French Postcards de Willard Huyck
- 1981 : La Fièvre au corps (Body Heat) de Lawrence Kasdan
- 1982 : E.T., l'extra-terrestre (E.T. the Extra-Terrestrial) de Steven Spielberg
- 1983 : Les Copains d'abord (The Big Chill) de Lawrence Kasdan
- 1984 : Les Saisons du cœur (Places in the Heart) de Robert Benton
- 1985 : Silverado de Lawrence Kasdan
- 1986 : Brighton Beach Memoirs de Gene Saks
- 1987 : Swimming to Cambodia de Jonathan Demme
- 1988 : Enquête en tête (Vibes) de Ken Kwapis
- 1988 : Voyageur malgré lui (The Accidental Tourist) de Lawrence Kasdan
- 1990 : La Fièvre d'aimer (White Palace) de Luis Mandoki
- 1991 : Grand Canyon de Lawrence Kasdan
- 1993 : Benny and Joon de Jeremiah S. Chechik
- 1994 : Wyatt Earp de Lawrence Kasdan
- 1994 : Lune rouge (China Moon) de John Bailey
- 1996 : Diabolique de Jeremiah S. Chechik
- 1998 : Beloved de Jonathan Demme
- 1998 : L'Heure magique (Twilight) de Robert Benton
- 1999 : Mumford de Lawrence Kasdan
- 2000 : Ce que veulent les femmes (What Women Want) de Nancy Meyers (montage additionnel)
- 2001 : The Anniversary Party de Jennifer Jason Leigh et Alan Cumming
- 2002 : La Vérité sur Charlie (The Truth About Charlie) de Jonathan Demme
- 2003 : Dreamcatcher : L'Attrape-rêves (Dreamcatcher) de Lawrence Kasdan
- 2004 : Un crime dans la tête (The Manchurian Candidate) de Jonathan Demme
- 2007 : In the Land of Women de Jon Kasdan
- 2007 : Margot va au mariage (Margot at the Wedding) de Noah Baumbach
- 2008 : Deux Sœurs pour un roi (The Other Boleyn Girl) de Justin Chadwick
- 2011 : Rhum express (The Rum Diary) de Bruce Robinson
- 2012 : Freeway et nous (Darling Companion) de Lawrence Kasdan
- 2015 : Cut Bank de Matt Shakman

### Télévision
(téléfilms)
- 1978 : Battered de Peter Werner
- 1999 : Morrie : Une leçon de vie (Tuesdays with Morrie) de Mick Jackson
- 2016 : All the Way de Jay Roach

## Distinctions (sélection)
- 1983 : Nomination à l'Oscar du meilleur montage, pour E.T. l'extra-terrestre.
- 1983 : Nomination au British Academy Film Award du meilleur montage, pour ce même film.
- 2023 : Oscar d'honneur.